# Voyages dans l'Amerique Meridionale Depuis 1781-1801
Voyages dans l'Amerique Meridionale Depuis 1781-1801 (abreviado Voy. Amer. Mer. Depuis o Voy. Amér. Mérid. Azara) es un libro con ilustraciones y descripciones botánicas que fue escrito por el militar, ingeniero, explorador, cartógrafo, antropólogo y naturalista español Félix de Azara y publicado en el año 1809.